# Love, Lust, Faith and Dreams
Love Lust Faith + Dreams é o quarto álbum de estúdio da banda de rock alternativo 30 Seconds to Mars, lançado a 17 de maio de 2013.
O álbum carrega o formato de álbum conceitual de This Is War e expande o espectro para girar em torno dos temas após os quais é chamado. Seu som segue a direção experimental encontrada em alguns dos trabalhos anteriores da banda, incorporando elementos do rock artístico e da música eletrônica. O álbum foi promovido com três singles, "Up in the Air", "Do or Die" e "City of Angels", dois dos quais conseguiram figurar entre os dez primeiros na tabela US Alternative Songs.

## Faixas
Todas as faixas escritas e compostas por Jared Leto, exceto "Convergence" por Shannon Leto. 
| Edição padrão  |                     |         |  |
| N.º            | Título              | Duração |  |
| 1.             | "Birth"             | 2:07    |  |
| 2.             | "Conquistador"      | 3:12    |  |
| 3.             | "Up in the Air"     | 4:35    |  |
| 4.             | "City of Angels"    | 5:02    |  |
| 5.             | "The Race"          | 3:40    |  |
| 6.             | "End of All Days"   | 4:51    |  |
| 7.             | "Pyres of Varanasi" | 3:12    |  |
| 8.             | "Bright Lights"     | 4:46    |  |
| 9.             | "Do or Die"         | 4:07    |  |
| 10.            | "Convergence"       | 2:00    |  |
| 11.            | "Northern Lights"   | 4:44    |  |
| 12.            | "Depuis le début"   | 2:33    |  |
| Duração total: | Duração total:      | 44:50   |  |

## Paradas musicais
| Paradas (2013)                          | Melhor posição |
| --------------------------------------- | -------------- |
| Austrália (ARIA)                        | 4              |
| Áustria (Ö3 Austria Top 40)             | 3              |
| Bélgica (Ultratop Flandres)             | 15             |
| Bélgica (Ultratop Valônia)              | 12             |
| Canadá (Billboard)                      | 6              |
| República Tcheca (ČNS IFPI)             | 8              |
| Dinamarca (Hitlisten)                   | 14             |
| Países Baixos (Dutch Charts)            | 14             |
| Finlândia (Suomen virallinen lista)     | 14             |
| França (SNEP)                           | 21             |
| Alemanha (Offizielle Deutsche Charts)   | 3              |
| Hungria (MAHASZ)                        | 29             |
| Irlanda (IRMA)                          | 7              |
| Itália (FIMI)                           | 3              |
| Japão (Oricon)                          | 53             |
| Coreia do Sul (GAON)                    | 39             |
| Nova Zelândia (RMNZ)                    | 11             |
| Noruega (VG-lista)                      | 6              |
| Polónia (ZPAV)                          | 5              |
| Portugal (AFP)                          | 1              |
| Escócia (Official Scottish Albums)      | 5              |
| Espanha (PROMUSICAE)                    | 6              |
| Suécia (Sverigetopplistan)              | 53             |
| Suíça (Schweizer Hitparade)             | 5              |
| Reino Unido (UK Albums Chart)           | 5              |
| Reino Unido (Rock Albums)               | 1              |
| Estados Unidos (Billboard 200)          | 6              |
| Estados Unidos (Top Alternative Albums) | 3              |
| Estados Unidos (Top Rock Albums)        | 3              |